# 憎くても可愛くても
憎くても可愛くても（にくくても かわいくても、ハングル:미우나 고우나）は、韓国KBSにて2007年9月3日から2008年5月2日まで放送されたテレビドラマである。全172話。

## 概要
毎週月曜日から金曜日までの週5回、1話あたりの放送時間は約30分間という形式で放送された。ペク・ヨンスクとキム・サギョンが共同で脚本を執筆し、イ・ドッコンが演出を担当した。韓国国内においては平均で35.4%の視聴率を獲得し、2007年度の連続ドラマ視聴率ランキング1位にもなった。

## あらすじ
気立てがよく誰からも愛される性格なのに仕事がなくプータロー生活を送っていたカン・ベコは、母親オ・ドンジがボンジュール食品社長のポン・マンスと再婚した事がきっかけでポン家で暮らすようになり、父親の会社で契約社員として働くようになった。ところが配属されたマーケティング部のチーム長は、ペコが母親の積立金を使い込んで家に帰れなくなった時、スーパーで試食品をむさぼる様子に呆れ返っていたナ・ダンプン。最悪の形で出会ったふたりは、その後も仕事でペコが失敗をやらかしてはタンプンが責任を取らされて…と険悪な関係が続くが、プロジェクトに取り組んだり事故に遭った一方をもう一方が助けたりという事が続くうち、そのうち互いに惹かれ合っていく。しかしトンジに預けていた積立金をペコに使い込まれたタンプンの母親イ・ジョンスンはふたりの交際に強硬に反対、トンジもふたりの交際にはいい顔をしない。
タンプンの兄で敏腕ファンドトレーダーのソンジェは、フランスからの留学を勝手に切り上げて帰国したマンスの娘スアと出逢い一目ぼれされた。ソンジェはベコの遠縁の親戚 (叔父ダヨンの元妻の姪) で獣医師のファン・ジヨンと交際中で、互いの家に挨拶に行く程関係は進展していたが、チヨンに一方的に別れを告げてスアと結婚。ボンジュール食品の企画本部長として入社。しかし厳格で質素な公務員家庭のナ家の家風になじもうとせず、家事は誰かにやってもらって当たり前状態のスアと、家族との間には軋轢が耐えない。板ばさみ状態のソンジェはやがて、自分から振ったはずのチヨンへの想いを再燃させるが、チヨンは大学時代の先輩でボンジュール食品研究員のソ・ウジンとの仲を深めていた。そんな中でチヨンの父親が負ってしまった借金をソンジェは自分のポケットマネーで返済したが、これがスアにばれ、激怒したスアは離婚を申し立てた。
ソンジェは新規に工場を建てる計画を進めていたが、地元住民からの反対に遭ってしまう。建設交通省次官である父キテに用途変更の打診をしたが断られたため、ソンジェは賄賂を使って強引に用途変更をした。マンスが急病で倒れて意識不明となっていた間に、ソンジェは会社の実権を握り、二重帳簿を作成したり、反対デモを行う地元住民を襲わせたり、試験に合格して正社員になって間もないペコを解雇したりとやりたい放題であったが、とうとう事が明るみに出て逮捕された。スアとソンジェは正式に離婚し、スアは再びパリに向けて旅立った。
2年後。DNA鑑定の結果正式にマンスの息子だと判明したペコは昇進しただけでなく、タンプンと幸福な結婚生活を送っていた。ウジンと結婚し出産を控える身となったチヨンはスーパーで偶然にソンジェと再会した。トンジとタンプンは共に産婦人科の診察を受けて、意外な事実を耳にしたのであった。

## キャスト

### カン家・オ家
| 俳優             | 役名                              | 作品中の設定等                                                                                               | 備考                                  |
| キム・ジソク     | カン・ベコ                        | 無職→運転代行業→ボンジュール食品契約社員→正社員 トンジの息子、マンスの義理の息子、スアの兄、のちタンプンの夫 | のちDNA鑑定でマンスと実の親子だと判明 |
| キム・ヘスク     | オ・ドンジ                        | 美容師→専業主婦 ペコの母、タリョンの姉、マンスの妻                                                           |                                       |
| キム・チャヌ     | オ・ダリョン (オ・ダヨン、ダロン) | イベント会社社員、のち共同経営者 トンジの弟、ペコの叔父、ミエの元夫、チャンの父                              |                                       |
| パク・チュンモク | オ・チャン                        | 幼稚園児→小学生 タリョンとミエの息子                                                                         |                                       |

### ポン家
| 俳優           | 役名         | 作品中の設定等                                  | 備考 |
| キム・ヨンオク | チェ女史     | マンスの母、トンジの義母、スアとペコの祖母      | 早くに母親を亡くしたスアを溺愛している                                                                                            |
| イ・ジョンギル | ポン・マンス | ボンジュール食品社長 トンジの夫、スアとペコの父 | 漢字表記は鳳萬秀 若いころトンジと恋人同士だったが、チェ女史の反対で離別しスアの母親と結婚した。死別後にトンジと再会して結婚した。 |
| ユ・イニョン   | ポン・スア   | マンスの娘、ペコの妹、ソンジェの妻(のち離婚)    | |

### ナ家
| 俳優             | 役名           | 作品中の設定等 | 備考 |
| カン・インドク   | ナ・ギテ       | 建設交通省次官 チョンスンの夫、ソンジェとタンプンの父、スアの義父                                                  |      |
| キム・ヘオク     | イ・ジョンスン | キテの妻、ソンジェとタンプンの母、スアの義母、トンジの友人                                                         |      |
| チョ・ドンヒョク | ナ・ソンジェ   | ファンドトレーダー→ボンジュール食品企画本部長 キテとチョンスンの息子、チヨンの恋人 (のち離別)、スアの夫 (のち離婚) |      |
| ハン・ジヘ       | ナ・ダンプン   | ボンジュール食品マーケティング部チーム長 キテとチョンスンの娘、ヒョヌの婚約者 (のち解消)、ペコの上司、のち妻       |      |

### ファン家
| 俳優             | 役名             | 作品中の設定等 | 備考 |
| ユ・ソンジェ     | ファン・ダルレ   | チェボクとミエの姉、チヨンの伯母                                                                                              | |
| キム・ソンファン | ファン・ジェボク | 動物病院院長、獣医師 タルレの弟、ミエの兄、チヨンの父                                                                         | |
| イ・ジャヨン     | ファン・ミエ     | 女優 タリョンの元妻、チャンの母                                                                                               | 女優としてのキャリアを全うするのに足手まといだとして、タリョンとチャンを置いて家を出た。のち自分の行動を悔やんで再婚を強く望み、ソーニャとタリョンをめぐって争う関係となる。 |
| イ・ヨンウン     | ファン・ジヨン   | 獣医師で父の病院に勤務 チェボクの娘、タルレとミエの姪、ペコの初恋の人、ソンジェの恋人 (のち離別)、ウジンの大学の後輩 (のち妻) | |

### ボンジュール食品関連人物
| 俳優             | 役名                   | 作品中の設定等                                                          | 備考 |
| キム・ウォンベ   | シン部長               | マーケティング部部長 ペコとタンプンの上司                               | 人員削減対象となるが、マンスが撤回措置を取ったため復職した。 |
| ソ・スンヒョン   | コ代理                 | マーケティング部社員 タンプンの部下で友人、ペコの先輩                   | |
| チェ・スンギョン | ユン代理               | マーケティング部社員 タンプンの部下、ペコの先輩                         | |
| ユン・ジュヒ     | ソ・チュギョン         | マーケティング部社員 タンプンの部下、ペコの先輩                         | 最初ペコを疎んじていたが、マンスの息子であると知ると猛アタックをかけるが相手にされない。タンプンとペコとの関係を知ると、タンプンに嫌がらせを繰り返す。のち釜山支店代理となり転勤。 |
| イ・サンユン     | ソ・ウジン             | ボンジュール食品研究員 チヨンの大学時代の先輩(のち夫)、ペコの同僚で友人 | 済州島出身。チヨンを巡ってソンジェと争う関係となる |
| イ・ジョング     | キム・ヒョンソク研究員 | ボンジュール食品研究員 ウジンの上司                                     | ペコに食品産業で働く事の意義を教えた人物。人員削減対象となり、会社を早期退職する                                                                                                   |
| パク・チョンウ   | パク・インソクチーフ   | 企画部社員 ソンジェの部下                                               | |
| イ・ソック       | パク理事               | ボンジュール食品役員                                                    | |

### その他
| 俳優             | 役名                    | 作品中の設定等                                            | 備考                                                                                     |
| エバ・ポピエル   | ソーニャ                | カザフスタン人でイベント会社勤務 タリョンの同僚(のち恋人) | 父親の治療費を稼ぐために韓国にやってきた。ファン家に間借りしている。                     |
| イ・ジュンムン   | チャン・ヒョヌ          | 医師 ペコの高校の同級生、タンプンの婚約者(のち解消)       |                                                                                          |
| ナム・ユンジュン | ケリー・チョン          | ヒョヌの母、アメリカ在住                                  |                                                                                          |
| パク・サンオ     | パン・ウルス            | 動物病院勤務のトリマー                                    | チェボクとチヨンを家族のように慕っている                                                 |
| ハン・ギョンソン | チ・グムジャ (クムジャ) | 食堂経営者で料理人 チェボクの幼馴染                       | チェボクの事が好きで、何かとファン家の世話を焼く。タルレとは仲がいいがミエとは仲が悪い。 |
| キム・ソゴク     | チェ・ボンスン          | チェ女史の妹                                              |                                                                                          |
| パク・ユスン     | チョ刑事                |                                                           |                                                                                          |

## 韓国国外での放送

### 台湾
台北市所在のケーブルテレビ局であるヴィデオランド・ドラマチャンネル (緯來戲劇台) にて、2008年8月26日より放送された。当初は21時から1時間の放送であったが、同年9月10日より23時までの2時間番組となった。

### 日本
2008年2月8日より、KBSワールドにて放送された 後、TVQ九州放送、BS朝日 で放送され、その他国内各地のテレビ局にて放送されている。

### 香港
2009年3月9日より民放局の亜州電視にて、19時から1時間番組として放送された。